# Новела од Станца
„Новела од Станца” је југословенски ТВ филм из 1959. године. Режирао га је Сава Мрмак а сценарио је написао Александар Обреновић по делу Марина Држића.

## Улоге
| Глумац               | Улога |
| -------------------- | ----- |
| Александар Груден    |       |
| Александар Сибиновић |       |
| Ружица Сокић         |       |
| Виктор Старчић       |       |
| Зоран Стојиљковић    |       |